# トゥインキーの抗弁

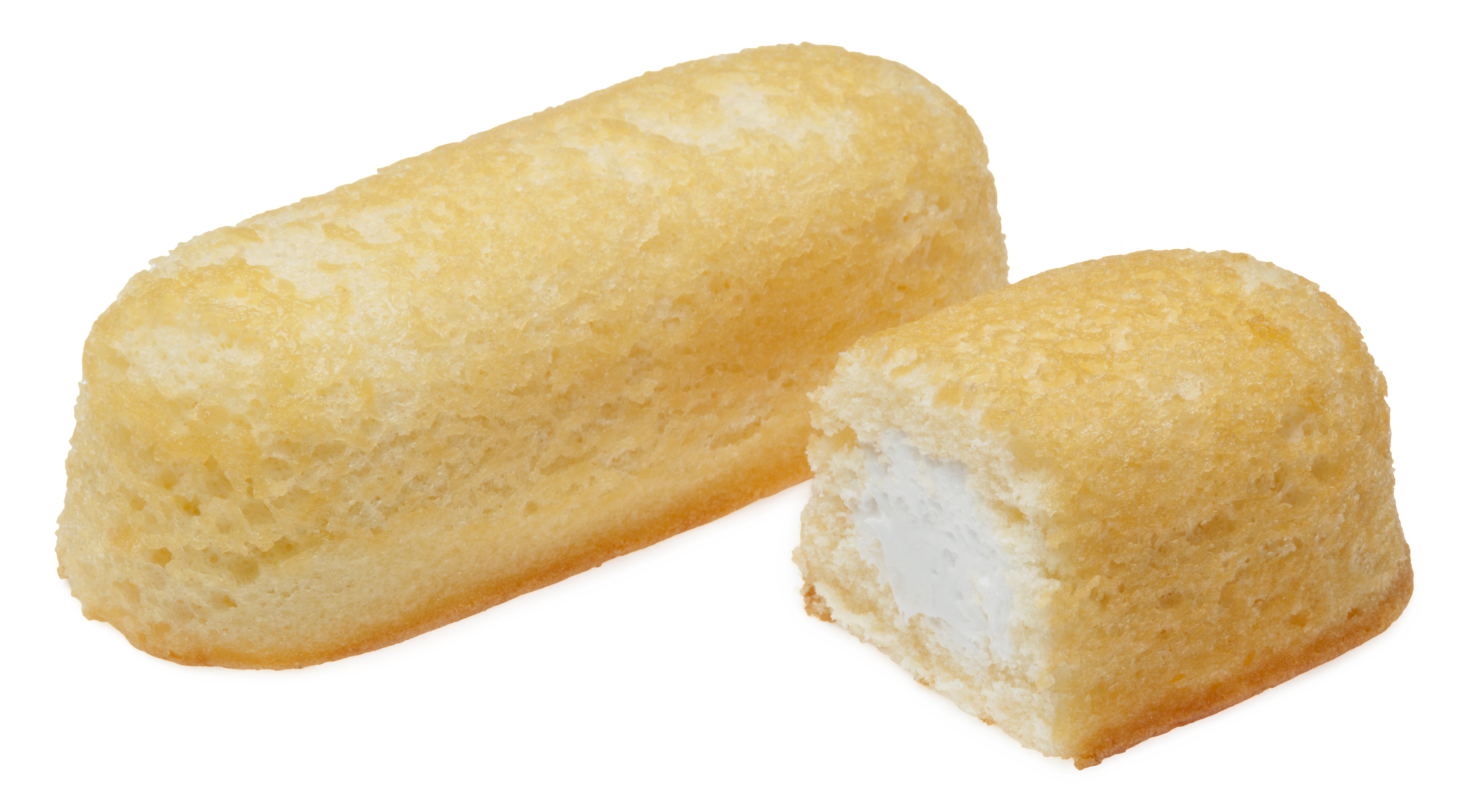
トゥインキーは、糖分が多く、合成クリームが充填されたアメリカのスナック製品である。

「トゥインキーの抗弁」（英：Twinkie defense）は、荒唐無稽な法廷弁護を嘲笑するレッテルである。法律上有効な法的な抗弁ではない。サンフランシスコ市の公職者ハーヴェイ・ミルクとジョージ・マスコーニ市長の殺害に対する被告人ダン・ホワイトの裁判の報道において、記者によって作られた造語である。ホワイト側の主張は、食習慣が健康的な食事からトゥインキーその他の甘い食べ物へ変化したことでうつ病を発症し、責任能力が低下した(diminished capacity)というものであった。
巷間に流布している説とは異なり、ホワイトの弁護人は、トゥインキーがホワイトの行動の原因であるとは主張しておらず、トゥインキーの消費が彼の根底にあるうつ病の兆候であると主張しただけである。法廷においてトゥインキーが言及されたのはごく一瞬にすぎない。ホワイトは、第1級殺人罪ではなく、故殺罪で有罪判決を受け、5年間服役した。

## 事案の概要
この表現は、元サンフランシスコの警察官で消防士であり、犯罪の直前まで市区町村の公職者を務めていたダン・ホワイトの1979年の裁判に由来している。1978年11月27日、ホワイトはジョージ・マスコーニ市長とハーヴェイ・ミルク氏を殺害した。裁判において、精神科医のマーティン・ブラインダーは、ホワイトは犯行時に抑うつ状態であったと証言し、ホワイトの抑うつ状態を示すいくつかの行動変化を指摘した。ホワイトは妻を避けるようになり、普段はきれいに散髪していたのにだらしなくなっていた。さらに、ホワイトは以前はフィットネス愛好家で健康食品の愛好家であったが、コカ・コーラのようなジャンクフードや砂糖を多く含むソフトドリンクを消費するようになっていた。ブラインダー医師は、食事の要素が既存の気分のむらを悪化させる可能性があるという理論についても付言した。別の精神科医であるジョージ・ソロモンは、ホワイトは「爆発」しており、犯行当時は「自動操縦状態のようだった」と証言した。ホワイトがマスコーニとミルクを殺害した事実に争いはなかったが、弁護側は、ホワイトの合理的思考能力が低下したことを陪審員に納得させることに成功した。これには、ブラインダー医師や他の精神科医からの証言が一部役立った。陪審員は、ホワイトには殺人罪の有罪判決に必要な計画要件を満たすことは不可能であったと判断し、代わりに故殺罪の有罪判決を下した。評決に対する大衆の抗議は、「白い夜の暴動」につながった。

## Diminished capacityについて
トゥインキーは、ホワイトの裁判中に法廷でごく僅かに触れられただけであり、弁護側の主張の重要な部分がジャンクフードに立脚していたわけではなかった。弁護側は、ホワイトが糖分過多であったがゆえに殺人を犯したと主張したわけではない。しかし、ある記者が「トゥインキーの抗弁」という言葉を使ったことでこの用語が流行し、世間の誤解が根強く残った。ガス・ヴァン・サントが2008年に製作したハーヴェイ・ミルクの伝記映画である『ミルク』においてもこの誤解が紹介された。ミルクの生と死に関するドキュメンタリーである The Times of Harvey MilkのDVD版のボーナス機能では、ホワイト の弁護人が法廷で実際に主張した内容を説明している。
ホワイトの弁護人が主張した実際の法的抗弁は、彼の精神的能力が低下したというものであり、ホワイトのジャンクフードの消費は、ホワイトのうつ病の原因ではなく、多くの症状の1つとして陪審に提示された。
風刺家のポール・クラスナーは、ホワイト事件を題材とする中でトゥインキーを大げさに取り上げた。さらに後年には、「トゥインキーの抗弁」は自分が作った言葉であると主張した。評決の翌日、コラムニストのハーブ・カンは、サンフランシスコ・クロニクルに、ホワイトが元警官であったことから警察の支持を得られたことと、彼らの「同性愛者の嫌悪」について書いてたが、その中で「狂気のトゥインキーの抗弁」についても簡単に言及した。しかし、公判後に発表されたニュース記事は、しばしば弁護側の主張を不正確に報じ、弁護側の主張が、あたかも既存のうつ病の兆候ではなく原因としてジャンクフードを提示したものであったかのように主張した。ダン・ホワイトは7年後に自殺した。
ホワイト事件やその他の事案に関する否定的な報道の結果として、diminished capacityという用語は、1982年、カリフォルニア州議会と同年の住民投票第8号によって廃止され、diminished actualityに置き換えられた。すなわち、特定の意図を持ちうる能力をいうのではなく、被告人が現実に起訴されている犯罪行為をなす意図を実際に持っていたか否かを問題とするものである。さらに、第1級殺人の要件である計画と悪意に関するカリフォルニア州法上の定義は、州議会によって削除され、コモンローの定義に戻った。この頃には、「トゥインキーの抗弁」はごく一般的な用語になっており、ある議員は討論中に自分の意見を述べながらトゥインキーを空中で振った。

## 最高裁判所による用例
合衆国対ゴンザレス＝ロペス事件(United States v. Gonzalez-Lopez, 548 US 140 (2006))の口頭弁論において、合衆国連邦最高裁判所のアントニン・スカリア判事は、トゥインキーの抗弁に言及して、有能な弁護士の援助を受ける権利よりも、被告人が好む弁護人を選択する権利の方がおそらく重要であろうと述べた。「有能な弁護士が欲しいわけではない。私を解放してくれる弁護士が欲しいのだ。トゥインキーの抗弁を発明してくれる弁護士が欲しいのだ。……私は、トゥインキーの抗弁が有能な弁護士の発明だとは思わないが、私のために勝ってくれる弁護士が欲しいのだ。」